# Skokomish (település)
Skokomish az Amerikai Egyesült Államok északnyugati részén, Washington állam Mason megyéjében elhelyezkedő statisztikai település. A 2010. évi népszámlálási adatok alapján 617 lakosa van.

## Népesség
A település népességének változása:
| Lakosok száma | 616  | 617  | 615  |
|               | 2000 | 2010 | 2020 |